# Santuario della Madonna della Pieve
La Pieve di Santa Maria, o santuario della Madonna della Pieve o semplicemente Pieve di Cavriana, è un edificio religioso situato nel comune di Cavriana, in provincia e diocesi di Mantova. Fino al XVI secolo fu sede della parrocchia di Cavriana, trasferita in quel secolo nella chiesa di Santa Maria Nova nel borgo.

## Storia e descrizione
L'edificio, che si erge isolato su un colle, è una delle chiese romaniche più importanti e meglio conservate del mantovano. Nonostante non si sappia l'anno esatto di erezione di questa Pieve, il 31 marzo 1037 l'imperatore Corrado II elenca in un documento ufficiale tutte le pievi della diocesi di Mantova e tra queste figura per la prima volta anche la Pieve di Cavriana. Uno dei muri esterni della chiesa riporta invece una tegola nella quale è incisa la data 1110. 
Nei pressi della Pieve, esisteva una corte di proprietà dell'Abbazia di Leno, dalla quale la Pieve potrebbe essere nata per filiazione.
Il campanile fu costruito in un'epoca più tarda rispetto alla struttura originaria della chiesa.
Nel XIII secolo la Pieve costituiva una parrocchia (dedicata alla Madonna Immacolata) al centro della vita religiosa ma tra il 1423 e il 1546 perse la sua funzione originaria in quanto la parrocchia venne spostata a Santa Maria Nova, tra le mura del borgo fortificato. La Pieve manterrà comunque un ruolo importante dal punto di vista religioso.
La pieve, interamente in cotto, venne edificata nell'XI secolo e l'interno, a navata unica, è coperto da una struttura lignea a capriate. Il presbiterio, chiuso da tre absidi, ospita l'altorilievo di santa Maria Nova, del XIV secolo, opera scultorea nella quale la Madonna è rappresentata in compagnia di devoti (laici e religiosi). Questa scultura fu forse commissionata dalla cosiddetta Confraternita della Santissima Concezione, che all'epoca prestava servizio presso la Pieve. Nulla è invece rimasto degli affreschi che, tra i secoli XII e XIV, vennero realizzati sulle le pareti interne della Pieve.
Negli anni cinquanta ha subito un rilevante restauro conservativo, per riparare i danni provocati dalla seconda guerra mondiale e, allo stesso tempo, per cancellare alcune modifiche seicentesche.
Nel giardino circostante sono collocate alcune stele dedicate alle battaglie risorgimentali.